# Sluier (uil)

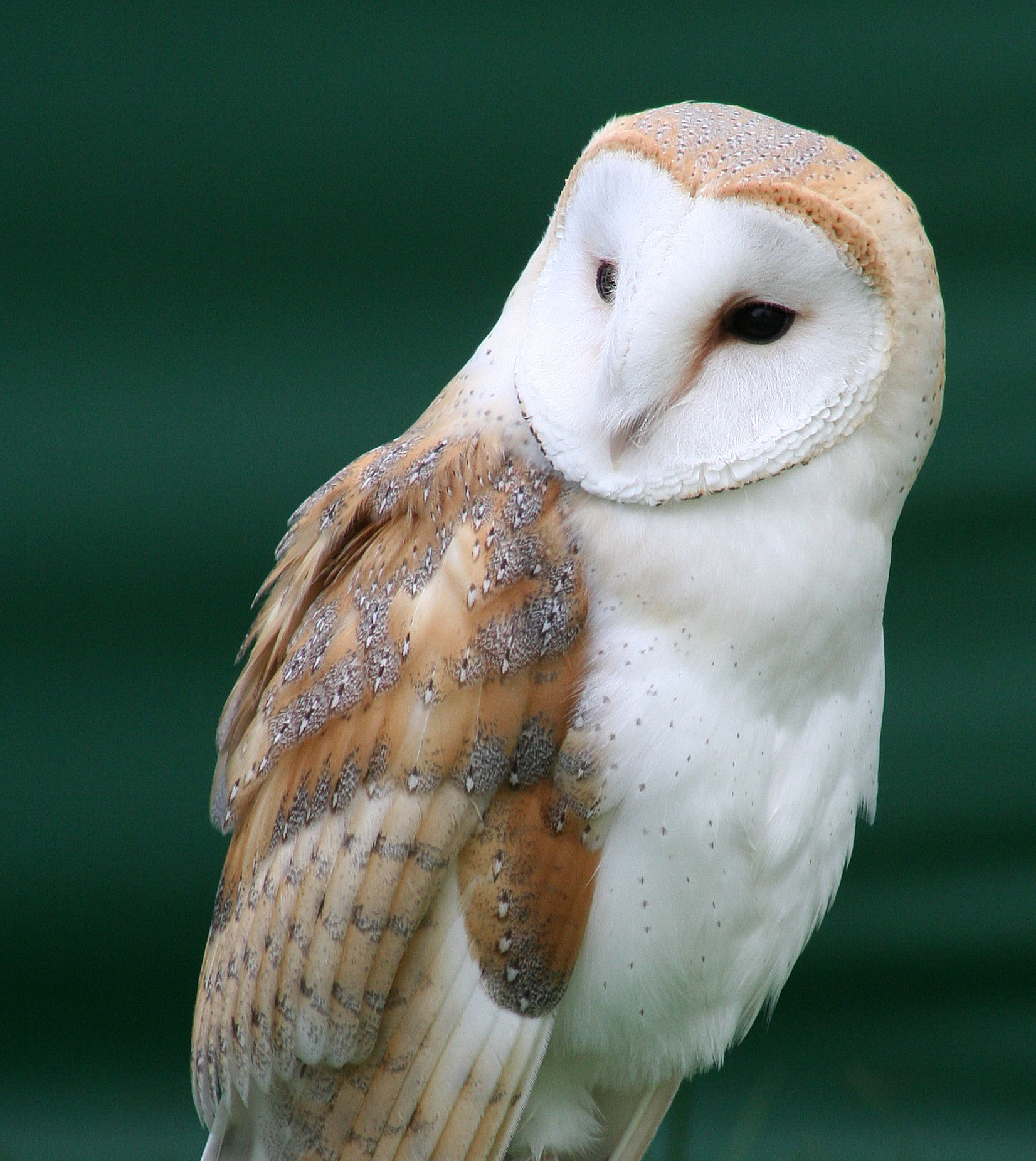
Kerkuil

Bij uilen, wordt onder sluier de typische gezichtopbouw bedoeld. Uilen hebben een afgeplat gezicht met naar voor gerichte ogen, rond die ogen staat een krans van dicht aaneengesloten korte, stugge veertjes die een soort gezichtsmasker aflijnen, waardoor uilen hun typische uitdrukking krijgen. Meestal is die krans van veertjes van een andere (donkere ) kleur dan de rest van het gezicht. De sluier zou vooral een hulpmiddel zijn om opgevangen geluiden beter te geleiden naar de gehooringangen.